# Inca (jeu vidéo)
Inca est un jeu vidéo d'aventure développé par Coktel Vision et édité par Sierra On-Line, sorti en 1992 sur DOS et CD-i. Le jeu a une suite : Inca II: Wiracocha.

## Accueil
- Aktueller Software Markt : 11/12[2]
- Edge : 7/10[3]